# 阿森王朝
阿森王朝（保加利亞語：Асеневци），是保加利亞歷史上的一個王朝，十二世紀至十三世紀間統治保加利亞第二帝國。

## 保加利亞沙皇
1. 伊凡·阿森一世
2. 卡洛揚
3. 波里爾（英语：Boril of Bulgaria）
4. 伊凡·阿森二世
5. 卡利曼一世（英语：Kaliman I of Bulgaria）
6. 米哈伊二世（英语：Michael II Asen）
7. 米佐·阿森（英语：Mitso Asen of Bulgaria）
8. 伊凡·阿森三世（英语：Ivan Asen III of Bulgaria）